# Пшибилув (Здунськовольський повіт)
Пшибилув (пол. Przybyłów) — село в Польщі, у гміні Шадек Здунськовольського повіту Лодзинського воєводства.
У 1975-1998 роках село належало до Серадзького воєводства.